# Chrétien-Guillaume de Lamoignon de Malesherbes

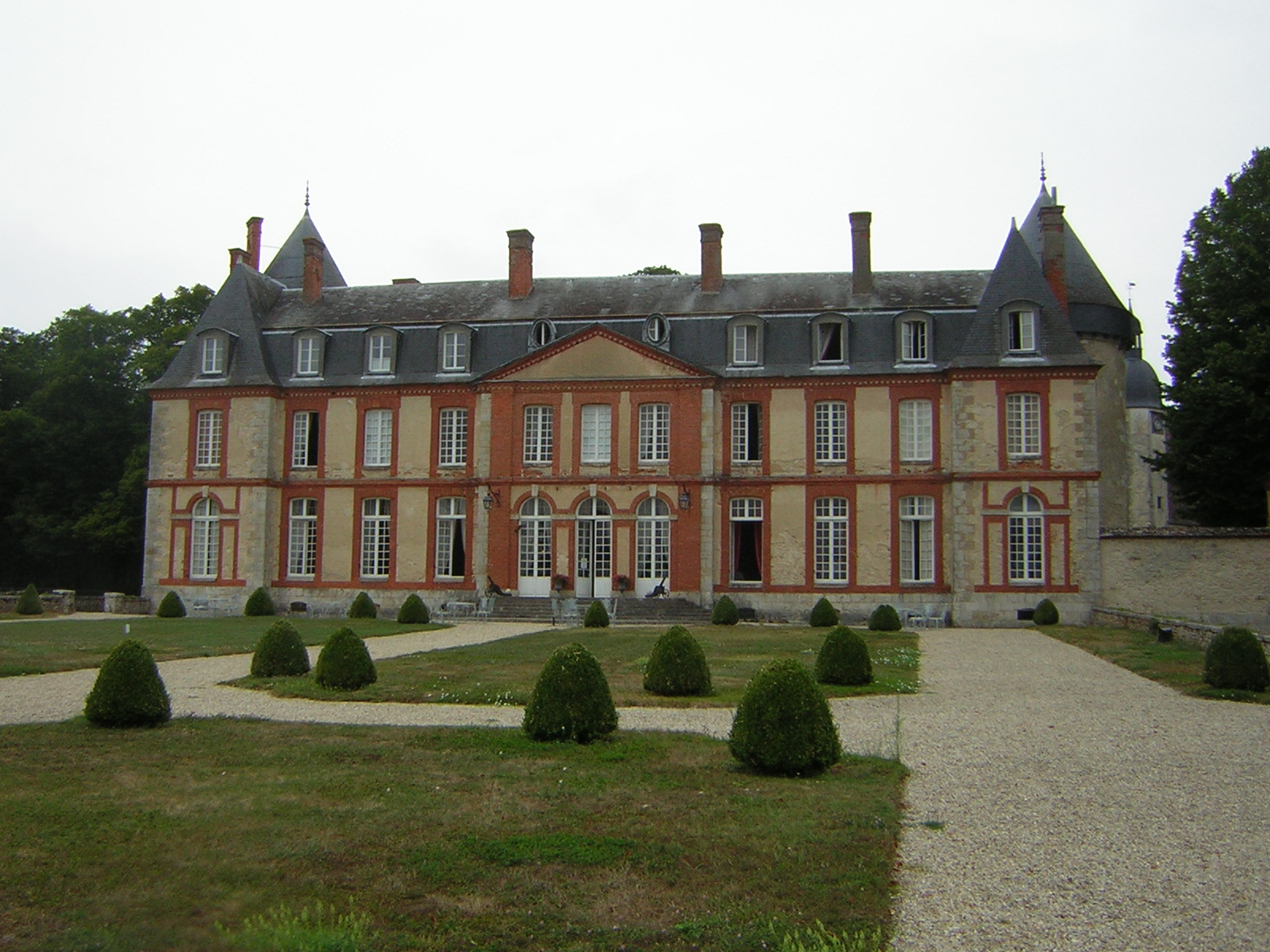
Malesherbes-kastély

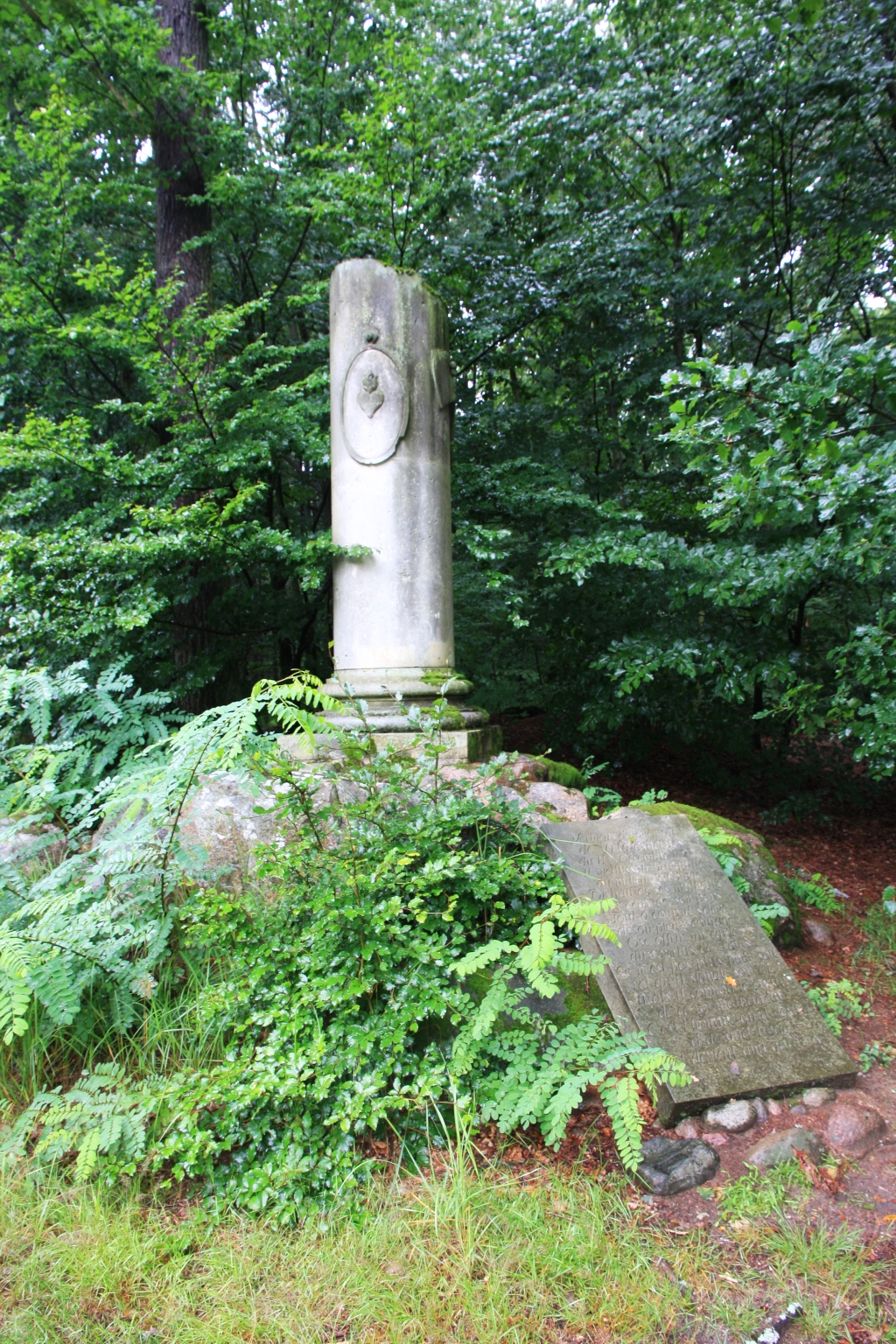
Tiszteletére állított emlékoszlop a rheinsbergi kastély parkjában

Chrétien-Guillaume de Lamoignon de Malesherbes (Párizs, 1721. december 6. – Párizs, 1794. április 22.) francia jogtudós és  államférfi.

## AzEncyclopédiemegmentője
Hivatali (szolgálat alapján kapott) nemességhez tartozó, ismert párizsi családból származott. 1741-ben a párizsi bíróság főügyészhelyettesévé nevezték ki.
1750-ben a nyomdákat ellenőrző királyi cenzúra élére került. Ez a magas hivatal tette lehetővé számára, hogy megmentse az Enciklopédiát. Amikor eltörölték a kiadók előjogait, és elrendelték Diderot kéziratainak lefoglalását, Lamoignon de Malesherbes titokban magához hívatta Diderot-t, aki kétségbeesetten sietett hozzá. „Most mi lesz?”, kiáltott fel. „Hogyan tudom elvinni 24 óra leforgása alatt az összes kéziratomat? Nincs idő kiválogatni. És főleg, hol találok olyan embereket, akik hajlandók segíteni és megbízhatóak?” „Küldje el hozzám az egész anyagot”, válaszolta Malesherbes, „nálam senki nem fogja keresni.”
1771-ben feloszlatták a bíróságokat. Kollégáival szolidáris volt a híres Remontrances (Intelmek) írásával, melyet titokban terjesztett. A királyi elfogató parancs Párizstól 70 km-re helyezkedő kastélyába száműzte.
1787 és 1788 között az államtanács tagja volt. Reformokat javasolt, de nem hallgattak rá. XVI. Lajos ösztönzésére mégis kiadta az Értekezés a protestánsok házasságkötéséről című írását. 1787-ben sikerült elfogadtatnia a vallási türelemről szóló határozatot, amely rendezte a nem katolikus vallásúak polgári jogállását. Ezzel kezdetét vette a különböző vallási felekezetek elismerése.
Egyik unokája Chateaubriand bátyjához ment feleségül, másik unokája pedig Alexis de Tocqueville édesanyja volt.

## A botanikus
Malesherbes-et szenvedélyesen érdekelte a botanika. 24 évesen Antoine-Laurent de Jussieu botanikai előadásait hallgatta. A Malesherbes-kastély kertjeiben (Loiret megye) ültette el növényeit. Botanikáról levelezett Jean-Jacques Rousseau-val és Thomas Jeffersonnal. Növényeket cserélt és tanácsokat kapott birtokos szomszédjától, a híres Duhamel du Monceau agronómustól. Unokaöccse a francia Szélcsendes-szigetek kormányzója volt, s a legkülönbözőbb magvakat kérte tőle.
Monsieur Guillaume álnéven beutazta Franciaországot, Svájcot és Hollandiát. Utazásai során nemcsak a mezőgazdaságot, de az ipari tevékenységeket is megfigyelte, s természetesen számos növényt is gyűjtött.
Bírálta Buffon grófját, és nyilvánosan visszautasította földtörténeti elméletét.

## Afrancia forradalomidején
1792-ben meglátogatta Lausanne-ba emigrált lányát. Hamarosan visszatért Franciaországba, bár nem táplált illúziókat a forradalmat illetően. Hű maradt királyához, aki pedig egyáltalán nem kedvelte őt. Önként vállalta XVI. Lajos védelmét. Malesherbes levelet írt a Konvent elnökének. „Nem tudom, hogy a Nemzeti Konvent rendel-e védőügyvédet a király számára, illetve hogy lesz-e lehetősége ügyvédet választani. Az utóbbi esetben a király tudomására kívánom hozni, hogy ha személyemet választaná erre a feladatra, készen állok betöltésére”. XVI. Lajos ezt válaszolta: „Az Ön nagylelkűségét még értékesebbé teszi az a tény, hogy kockára teszi életét, bár az enyémet nem fogja tudni megmenteni”. 1793. január 20-án Malesherbes tudatta a királlyal a halálos ítéletet.
Egy decemberi napon, a jakobinus terror legsötétebb idején letartóztatták. Elhurcolták vidéki kastélyából, és Párizsba vitték. Családjával együtt bebörtönözték az emigránsokkal való konspiráció vádjával. Vejét, Louis Le Peletier de Rosanbót 1794. április 21-én végezték ki. Másnap pedig őt, Antoinette lányát, Aline unokáját és férjét, Jean-Baptiste de Chateaubriand-t, valamint két titkárát vitték nyaktiló alá. Amikor a börtönt elhagyva elindult a vesztőhelyre vivő szekérhez, megbotlott egy kőben. „Ez rossz előjel”, mondta szomorú mosollyal. „Egy római polgár visszafordulna az én helyemben..”

## Publikációi
- Sur la nécessité de diminuer les dépenses
- Mémoire sur les moyens d’accélérer les progrès de l’économie rurale en France (lu à la Société royale d’agriculture), Paris, 1790,
- Idée d’un agriculteur patriote sur le défrichement des terres incultes, sèches et maigres, connues sous le nom de landes, garrigues, gatines, friches..., Paris, 1791,

## Fordítás
- Ez a szócikk részben vagy egészben  a   Chrétien-Guillaume de Lamoignon de Malesherbes című francia Wikipédia-szócikk fordításán alapul.  Az eredeti cikk szerkesztőit annak laptörténete sorolja fel. Ez a jelzés csupán a megfogalmazás eredetét és a szerzői jogokat jelzi, nem szolgál a cikkben szereplő információk forrásmegjelöléseként.